# Crimthann Coscrach
Crimthann Coscrach (i.e: le victorieux), fils de  Fedlimid Fortrén, fils de Fergus Fortamail, il est selon les légendes médiévales et la tradition pseudo-historique irlandaise un Ard ri Erenn.

## Règne
Crimthann Coscrach prend le pouvoir après avoir tué son prédécesseur, Énna Aignech, et règne pendant 4 ans (A.F.M) ou de 7 ans (F.F.E) à la fin desquels il est tué par Rudraige mac Sithrigi. Ses descendants seront exclus de la fonction d' d'Ard ri Erenn à l'exception de Nuadu Necht.
Le Lebor Gabála Érenn synchronise son règne avec celui de  Ptolémée VIII Physcon en Égypte Ptolémaïque (145-116 av J.-C.). La chronologie de Geoffrey Keating Foras Feasa ar Éirinn dates son règne de  191-184 av. J.-C. et les Annales des quatre maîtres de 293-289 av. J.-C.

## Postérité
Crimthann Coscrach est l'ancêtre de 
- Bressal Bélach fondateur de la lignée des rois de Leinster
- Óenghus Osrithe fondateur légendaire du royaume d'Osraige

## Source
- (en) Cet article est partiellement ou en totalité issu de l’article de Wikipédia en anglais intitulé « Crimthann Coscrach » (voir la liste des auteurs), édition du 1 avril 2012.